# Salamence
Salamence (japanski: ボーマンダ Bōmanda) jedan je od 1025 fiktivnih vrsta Pokémona iz medijske franšize Pokémon, skupa Pokémon videoigara, animiranih serija, manga stripova, knjiga, igraćih karata i drugih medija kojima je tvorac Satoshi Tajiri. Svrha je Salamencea u videoigrama, animiranoj seriji i manga stripovima, kao i svrha ostalih Pokémona, borba s divljim Pokémonima – neukroćenim stvorenjima koje igrači i likovi pronalaze dok kreću na razne avanture – i pripitomljenim Pokémonima drugih Pokémon trenera.

## Etimologijaimena
Salamenceovo ime dolazi od kombinacije riječi salamander (daždevnjak na hrvatskom) i menace (prijetnja na hrvatskom). Zanimljivost je da francusko ime za Charmandera glasi- Salameche. Na japanskom jeziku ime Salamencea dolazi od kombinacija riječi 暴行 bōkō, što znači nasilje i salamander.

## Pokédex podaci
- Pokémon Ruby/Sapphire: (Ruby) Salamence je nastao kao rezultat jake, dugotrajne želje imati krila. Kaže se da je ova jaka želja bila okidač mutaciji stanica ovog Pokemona, dozvoljavajući mu da naraste svoja veličanstvena krila. (Sapphire) Evoluiravši u Salamencea, ovaj Pokemon konačno ostvaruje svoj davni san o rastu krila.Kako bi izrazio svoju radost, leti i prevrće se po nebu rigajući vatru.
- Pokémon Emerald: Nakon mnogo dugih godina, njegova stanična struktura je prošla kroz naglu mutaciju dozvoljavajući da mu narastu krila. Kada se razljuti, izgubi sav razum i neobuzdano divlja.
- Pokémon FireRed: Postaje ga nemoguće kontrolirati ako se razbijesni. Uništava sve oštrim kandžama i vatrom.
- Pokémon LeafGreen: Samo su rijetki ljudi vidjeli ovog Pokémona. Njegova inteligencija graniči s ljudskom.
- Pokémon Diamond/Pearl: Kao rezultat svog davnog sna o letu, njegova stanična struktura se promijenila, te su mu narasla krila.

## U videoigrama
Salamencea nije moguće pronaći u divljini većini igara. Iznimka su igre 7. generacije, gdje se Salamence rijetko može pojaviti kao pomoć Bagonu (SOS bitke). Najčešći način dobivanja ovog Pokemona jest razvijanjem Shelgona na 50. razini nadalje, dok se Shelgon pak razvija iz Bagona najmanje na 30. razini.
Spada u kategoriju pseudo-legendarnih Pokemona- to su Pokemoni koji se svojom snagom približavaju Legendarnim Pokemonima, iako su češći od potonjih.

## Tehnike
| Prirodne tehnike                | Prirodne tehnike | Prirodne tehnike |
| ------------------------------- | ---------------- | ---------------- |
| Tehnika                         | Vrsta tehnike    | Razina           |
| Vatreni očnjak (Fire Fang)      | Vatreni          |                  |
| Gromoviti očnjak (Thunder fang) | Električni       |                  |
| Bijes(Rage)                     | Normalni         |                  |
| Ugriz(Bite)                     | Mračni           |                  |
| Opaki pogled (Leer)             | Normalni         | 10               |
| Glavom kroz zid (Headbutt)      | Normalni         | 16               |
| Usredotočavanje(Focus Energy)   | Normalni         | 20               |
| Žeravica (Ember)                | Vatreni          | 25               |
| Zaštita(Protect)                | Normalni         | 30               |
| Zmajev dah(Dragonbreath)        | Zmaj             | 32               |
| Zen udar glavom (Zen Headbutt)  | Psihički         | 37               |
| Zastrašujuće lice (Scary Face)  | Normalni         | 43               |
| Let (Fly)                       | Leteći           | 50               |
| Drobljenje (Crunch)             | Mračni           | 53               |
| Zmajska kandža (Dragon Claw)    | Zmaj             | 61               |
| Dvostruka oštrica (Double Edge) | Normalni         | 70               |

## Statistike
| HP:      | 95  |  |
| Attack:  | 135 |  |
| Defense: | 80  |  |
| SpAtk:   | 110 |  |
| SpDef:   | 80  |  |
| Speed:   | 100 |  |

Statistika Special korištena je samo tijekom prve generacije; kasnije je podijeljenja na Special Attack i Special Defense statistike.

## U animiranoj seriji
Salamence je debitirao u filmu Jirachi: Ispunitelj želja, kao Pokemon Butlera. U samoj animiranoj seriji je debitirao kao Pokemon člana Elitne Četvorke pod imenom Drake. Najvažnija pojavljivanja Salamencea su bila u regiji Sinnoh, gdhe je Pokemon Krivolovkinja J imala ovog Pokemona u svojoj ekipi